# Ridgefield (New Jersey)
Pour les articles homonymes, voir Ridgefield.
Ridgefield est un borough situé dans le comté de Bergen dans l'État du New Jersey. En 2010, sa population est de 11 032 habitants.

## Démographie
| Groupe            | Ridgefield | New Jersey | États-Unis |
| ----------------- | ---------- | ---------- | ---------- |
| Blancs            | 63,3       | 68,6       | 72,4       |
| Asiatiques        | 29,1       | 8,6        | 4,8        |
| Autres            | 4,7        | 6,4        | 6,4        |
| Métis             | 2,6        | 2,3        | 2,9        |
| Afro-Américains   | 1,2        | 13,7       | 12,6       |
| Amérindiens       | 0,2        | 0,3        | 0,9        |
| Total             | 100        | 100        | 100        |
|                   |            |            |            |
| Latino-Américains | 21,4       | 17,7       | 16,7       |